# MTV Global
MTV Global (anteriormente conhecida como MTV Europe) é a versão internacional do canal estadunidense MTV, pertencente à Paramount Networks EMEAA, da Paramount Global. Trata-se de um canal de televisão por assinatura dedicada à exibição de videoclipes e programas de entretenimento, transmitida 24 horas por dia. Sua estreia oficial ocorreu em 1º de agosto de 1987, como parte da expansão global da marca MTV. 
Inicialmente, a MTV foi concebida para atender a todo o continente europeu, sendo uma das poucas emissoras da época com foco em um mercado pan-europeu. Atualmente, a MTV Global está presente em diversos países da Europa, além de territórios na Ásia, Oceania, Caribe e Oriente Médio e Norte da África.
Com o passar dos anos, a MTV Global foi gradualmente segmentada em versões locais para diferentes países e regiões. Hoje, a maioria dos países da Europa, Ásia, Oceania, América Latina e Caribe já conta com canais próprios da marca MTV, adaptados às línguas e culturas locais. Dessa forma, a MTV Global passou a estar disponível principalmente em regiões onde não existem versões localizadas da emissora.

## História

### 1987–1997 – Uma MTV para toda a Europa
Em 1º de agosto de 1987, às 00:01 BST, a MTV Europe foi oficialmente lançada com um concerto de Elton John em Amsterdã, no Roxy Club, em celebração ao sexto aniversário da MTV. O primeiro videoclipe exibido foi o de "Money for Nothing", do Dire Straits, acompanhado pelo slogan "I want my MTV", narrado por Sting. O lançamento foi articulado por Robert Maxwell, em cooperação com a British Telecom e a Viacom. Inicialmente, o canal foi lançado no Reino Unido, Dinamarca, Finlândia, Países Baixos e Suécia, expandindo-se posteriormente para Alemanha Ocidental, Bélgica, Suíça, Grécia e Noruega.
Em outubro de 1988, a gerência da MTV Europe visitou a União Soviética para negociações preliminares sobre o início de transmissões. Ao mesmo tempo, foi apresentado um pedido de registro do canal de TV. Em 1989, a MTV Europe cobriu ao vivo o Festival de Música de Moscou do Estádio Lenin. Ao mesmo tempo, o canal de TV começou a transmitir para Berlim Oriental, na Alemanha Oriental. Os artistas soviéticos estrearam oficialmente na MTV no verão de 1989. O grupo moscovita Cruise lançou a música-manifesto Hit for MTV na mesma época.
Em fevereiro de 1990, a MTV Europe passou a ser transmitida na Polônia e na então Tchecoslováquia. Nesse mesmo ano, a Viacom adquiriu 25% das ações da MTV Europe que pertenciam à British Telecom.
No início de 1991, o Metromedia International Group, junto com a Lencentel, assinou um contrato com a MTV Europa por cinco anos, sendo o primeiro contrato para a transmissão de um canal estrangeiro assinado na URSS. Em 8 de março de 1991, o canal começou a transmitir em Leningrado e, posteriormente, em outras grandes cidades, o que possibilitou tornar-se o primeiro canal ocidental 24 horas que poderia ser recebido na URSS.
Em outubro de 1991, a Viacom adquiriu os 50,1% restantes das ações da MTV Europe, que estavam sob controle do Robert Maxwell Group, passando a deter a propriedade integral do canal.
Ao longo dos anos, a MTV Europa cresceu e se tornou a maior empresa de transmissão pan-europeia, sendo transmitida em 38 milhões de domicílios em 28 países até 1992.
Em 1994, o canal começou a realizar a cerimônia do MTV Europe Music Awards. Todos os anos, a cerimônia acontece em uma das principais cidades europeias. Em novembro daquele ano, a MTV Europa estava disponível para 51,3 milhões de domicílios em 36 países.
A partir de 1997, a MTV Europa começou a reduzir a exibição de videoclipes de rock, dedicando mais tempo à música pop e hip hop/R&B. No final dos anos 90, expandiu-se para outros países europeus, lançando filiais locais, como a MTV Alemanha, a MTV Reino Unido e Irlanda e aMTV Itália.

### 1997–2010 – A regionalização da MTV na Europa
Em 2000, a MTV Europe expandiu sua presença lançando novos canais regionais, incluindo MTV França, MTV Polônia, MTV Espanha e MTV Países Baixos. Essa expansão marcou um período de crescimento para a MTV Networks Europe, que continuou a estabelecer filiais locais em vários países europeus. No mesmo ano, o site mtv.tv foi lançado, fornecendo aos espectadores acesso a conteúdo exclusivo e informações sobre programação.
Em 1º de abril de 2002, a MTV Europe passou por uma mudança de nome para MTV European e começou a incorporar mais conteúdo da MTV americana em sua programação. Essa transição coincidiu com uma redução significativa na exibição de videoclipes ao longo da década de 2000, alinhando-se com tendências observadas em outros canais europeus da MTV.
A expansão da presença da MTV na Europa continuou com o lançamento de novos canais locais, incluindo Turquia e Ucrãnia entre 2006 e 2007, juntamente com uma expansão para a África do Sul e o Oriente Médio.
Em 1º de julho de 2009, a MTV Europe passou por uma reformulação de sua identidade corporativa e design visual como parte de uma iniciativa de padronização unificada da rede global da MTV.
Em 2010, o canal começou a transmitir sob licença tcheca, já que a República Tcheca tem regras mínimas de transmissão, foi escolhida para fins de licenciamento na União Europeia. O centro de transmissão ainda está localizado em Londres. Em agosto, os programas de música foram retirados do ar, e reality shows da matriz americana começaram a ser exibidos no lugar. 

### 2010–2020 – Novas mudanças
Em 1º de julho de 2011, a MTV Europe passou por uma reformulação visual significativa: o logotipo foi atualizado e a tradicional inscrição "Music Television" foi retirada, marcando uma nova fase na identidade do canal. Nesse mesmo período, o nome original "MTV Europe", que havia sido substituído durante os anos 2000, voltou a ser utilizado oficialmente.
No ano seguinte, em 2012, todas as paradas musicais  deixaram de ser exibidas na programação. No entanto, no início de 2013, três dessas paradas retornaram ao ar: Hitlist UK, Base Chart e Dance Floor Chart. Nessa fase, o canal já estava presente em 101 países, consolidando-se como uma emissora musical com alcance global.

### 2021–presente – MTV Global
Em 26 de janeiro de 2021, a MTV Europe foi renomeada "MTV Global", ampliando seu alcance para atender a 111 países em todo o mundo. Essa mudança de marca foi acompanhada por atualizações no logotipo e design do canal.
Em agosto de 2023, a versão MTV Global passou a substituir os canais locais da MTV na Austrália e na Nova Zelândia, ampliando ainda mais sua atuação como canal padrão em regiões sem versões nacionais da marca.

## Distribuição
Em 2016, a então MTV Europe distribuía seu sinal para os seguintes territórios:
- África do Sul
- Albânia
- Armênia
- Azerbaijão
- Bielorrússia
- Bósnia e Herzegovina
- Bulgária
- Cazaquistão
- Chéquia
- Croácia
- Eslováquia
- Estónia
- Ilhas Feroe
- Geórgia
- Grécia
- Islândia
- Kosovo
- Letônia
- Lituânia
- Luxemburgo
- Moldávia
- Malta
- Oriente Médio
- Sérvia
- Turquia
- Ucrânia

## Programas
Locais
- MTV News Daily Update
- Hitlist UK
- MTV Base Chart
- MTV Dance Floor Chart
- MTV Movies

Premiações e Especiais ao vivo
- MTV Europe Music Awards
- MTV Video Music Awards
- MTV Movie Awards
- MTV World Stage
- Isle of MTV

Pan-internacional
- Geordie Shore
- LA Complex
- Teen Mom
- Teen Wolf
- The Valleys
- Young and Married

## Referência
1. ↑  «Paramount Privacy | Paramount Recruitment Controller List». privacy.paramount.com. Consultado em 26 de maio de 2025
2. 1 2 3  «1987-1996». MTV Networks UK & Ireland. Consultado em 9 de março de 2024. Arquivado do original em 2 de maio de 2007
3. 1 2 3  «Viacom Gets MTV Europe». The New York Times. 31 de agosto de 1991
4. ↑  «MTV Goes Global : The pioneering American cable music video network is bringing its distinctive brand of entertainment to 24 countries worldwide--and the Soviet Union may be next.». Los Angeles Times (em inglês). 18 de dezembro de 1988. Consultado em 9 de março de 2024. Cópia arquivada em 15 de novembro de 2021
5. ↑  «Знак №085639 | Online Patent». www.onlinepatent.ru (em russo). Consultado em 9 de março de 2024
6. ↑  Shogren, Elizabeth (8 de março de 1991). «Leningrad Tunes In to Its MTV Today : Television: MTV Europe wins the first contract to broadcast to the Soviet Union. About 140,000 homes will get the signal 24 hours a day.». Los Angeles Times (em inglês). Consultado em 9 de março de 2024
7. ↑  MTV - 5 years of european MTV, consultado em 9 de março de 2024
8. ↑  Inc, Nielsen Business Media (10 de dezembro de 1994). Billboard (em inglês). [S.l.]: Nielsen Business Media, Inc.
9. ↑  «MTV Europe: An Analysis of the Channel's Attempt to Design a Programming Strategy for a pan-European Youth Audience» (PDF). Julho de 1999
10. ↑  Lucas, Gavin (1 de julho de 2009). «MTV's brand new look». Creative Review (em inglês). Consultado em 10 de março de 2024
11. ↑  «MTV Removes "Music" From Logo». Paste Magazine (em inglês). 9 de fevereiro de 2010. Consultado em 26 de maio de 2025. Arquivado do original em 16 de fevereiro de 2013
12. ↑  «MTV News | Euro Top 20». mtv.tv (em inglês). 31 de julho de 2012. Consultado em 26 de maio de 2025. Arquivado do original em 18 de abril de 2013
13. ↑  «MTV News | Dance Floor Chart». mtv.tv (em inglês). 12 de fevereiro de 2013. Consultado em 26 de maio de 2025. Arquivado do original em 18 de abril de 2013
14. ↑  «MTV European». Facebook (em inglês). Consultado em 26 de maio de 2025. Cópia arquivada em 20 de junho de 2022
15. ↑  Green, Stephen. «MTV's Australian Closure Another Blow For Australian Music». The Music (em inglês). Consultado em 26 de maio de 2025